# 最愛 (テレビドラマ)
『最愛』（さいあい）は、2021年10月15日から12月17日までTBSテレビ系「金曜ドラマ」枠で放送されたテレビドラマ。主演は吉高由里子。
2017年4月期に同枠で放送された『リバース』の制作陣が再集結して制作された。
連続殺人事件の重要参考人となった実業家の女性、彼女を取り調べる男性刑事、彼女を守ろうとする男性弁護士の3人を中心とした物語が展開し、連続殺人事件の謎が複雑に絡み合ったサスペンスドラマ。

## あらすじ
警視庁捜査一課の刑事・宮崎大輝は、15年前の2006年、互いに思いを寄せあった真田梨央に、東京で起きた殺人事件の関係者として再会する。以下、物語では、作中現在の2021年と、2006年の出来事が交互に描かれる。
2006年の岐阜県白川郷で、高校生の梨央は大学寮夫である父・朝宮達雄の娘として大輝の所属する白山大学（しろやまだいがく）陸上部を支え、事故による記憶障害を持つ異母弟・朝宮優を治療する新薬開発を夢見て、大学化学科への推薦受験を控えていた。ある日、寮に友人を訪ねてきた渡辺康介との会話後、梨央の記憶は途切れ、達雄が不審な行動を見せる中で、梨央は東京での受験に出かける。だが程なくして達雄はくも膜下出血で急死する。梨央が今後の生活に迷う中、「真田ホールディングス」社長となっていた実母・真田梓から、弁護士の加瀬賢一郎を通じて東京で同居し大学に通うよう申し出を受けた梨央はこれを承諾し、優を祖母の長岡恵に託す。同時期に、康介は突然失踪し、彼の父・渡辺昭は必死に行方を捜す。その中で梨央の記憶は断片的に蘇り、あの夜自分を襲おうとする康介の姿を思い出す。また達雄が血の付いた衣類を隠しているのを発見し、これを焼却する。大輝は梨央を慰め、思いを告白するが、梨央は彼の出場する駅伝を遠くから応援し、黙って上京する。
梓の家で暮らし始めた梨央は、実兄の真田政信に、朝宮の家族を侮辱されるなど冷たい扱いを受けたうえ、失踪した康介を中心とした白山大学陸上部内での大麻汚染の不祥事や、康介による複数の女性への性的暴行が明らかになる騒動が起きたことから、携帯電話を取り上げられ一時優たちとも連絡不能となる。加瀬賢一郎の協力で策を弄して携帯を取り返した梨央は、騒動の落ち着いた白川郷にようやく里帰りするが、優が事件当時に撮影していた動画に、康介が意識を失った梨央を襲おうとし、それを見た優が彼を杭で刺す姿が残っていると知る。当日の記憶を失っている優に代わって動画を確認した梨央は、動画を消去し、優を東京に呼び寄せて一緒に暮らす提案をするが、5年後に優は失踪する。また、陸上部の不祥事を受け無実ながら就職内定を取り消された大輝は、警察官を目指す決意をする。
15年後、梨央は「真田ウェルネス」の代表取締役社長となり、時代を牽引する実業家となっていた。そして大輝は、富山県での康介の白骨化遺体の発見に続いて起きた、東京都世田谷区内でのその父・昭の遺体発見事件を捜査することとなる。大輝は昭と接触のあった梨央の元に向かうが、梨央は大輝に「初めまして」と告げ、真田姓を名乗る。

## キャスト

### 主要人物
朝宮梨央（あさみや りお）→ 真田梨央（さなだ りお）〈33〉
演 - 吉高由里子
主人公。新薬の開発を行う「真田ウェルネス」の代表取締役社長。連続殺人事件の重要参考人。
記憶障害のある異母弟の優や同じ障害を持つ人々のために薬を開発したいという目標があり、真田ウェルネスの社長に就任すると創薬事業を立ち上げた。  かつては白山大学の陸上部寮夫である父の達雄を手伝いながら薬学部への進学を目指していた女子高生だったが、高校3年生の時に渡辺康介に襲われかける事件が発生する。事件当時は康介に薬を盛られたせいで意識を失っており、更に事件後達雄が亡くなったことで事件の真相を知ることが出来なかったため、自らが康介を殺害したのではないかという不安に駆られていた。その後優の携帯に残されていた動画を見たことで優が康介を殺害したと知るが、その記憶を失っている優には何も知らせずに事実を胸に秘めていた。父親が死去後は大学進学に伴い東京に移り実の母親の梓の元に引っ越し、苗字も朝宮から母親の苗字の真田に変わった。
大輝とはかつて両思いであったが、事件の後大輝に何も言わず上京したこと、大輝が警察官を目指すと聞き距離を置いたこと等の理由により15年間疎遠になっていた。再会後も15年前の事件の真相を知られないために余所余所しい態度を取るが、大輝が異動になった後は昔のような関係性に戻っている。
宮崎大輝（みやざき だいき）〈36〉
演 - 松下洸平
連続殺人事件を捜査する、警視庁捜査一課の刑事（警部補）。15年前は梨央と両想いだった。梨央より3歳年上で、15年前は白山大学3年で陸上部員。実家は朝宮家の近くだが、大学時代は実家から大学まで近いにも関わらず陸上部寮で生活していた。梨央と優には「大ちゃん」と呼ばれている。再会した梨央に再び惹かれていくと同時に、連続殺人事件の重要参考人とその担当刑事という関係に葛藤する。 陸上部の部員達が当時麻薬を使用していたこと、梨央が事件が原因で自分と距離を置いたこと、優が自分の殺人を知り苦悩していたこと等に対し、何も知らず助けになれなかったという後悔の念を抱く。また被害者達への同情もあり、熱心に事件の真相に迫ろうとする。
第7話で杉並西署・生活安全課へ異動することになるが、後に再び警視庁捜査一課へ配属される。
また、梨央と再会後も梨央は苗字が朝宮から真田に変わっているにも関わらず、携帯番号は朝宮のままで登録されていて変更されていない。
加瀬賢一郎（かせ けんいちろう）〈42〉
演 - 井浦新
「真田ウェルネス」法務部所属の弁護士。東大法学部を首席で卒業している。早くに両親を亡くしており、現在は一人暮らしをしている。梨央とは9歳離れている。エビが苦手。
梓からは「もう一人の家族」と称されており真田家とは深い関わりを持つ。優が失踪した後自分を責める梨央を励まし、事業説明会で梨央が不審者に拉致されそうになった時には身を挺して守るなど、梨央を献身的に支えている。また梨央の弟の優のことも気にかけており、優が渡辺昭殺害の容疑者となった時には優の罪を軽くするために奔走した。

### 真田ホールディングスの関係者
真田梓（さなだ あずさ）
演 - 薬師丸ひろ子（特別出演）
梨央と政信の母。「真田ホールディングス」社長でグループのオーナー。
後藤信介（ごとう しんすけ）
演 - 及川光博
「真田ウェルネス」の古参社員。専務。
ウェルネスは元々は介護事業を行っていた会社だったが、オーナーである梓が梨央の夢を叶えさせるために創薬事業に参入した。梓の父親は後藤を次期社長と考えていたが、梓は梨央を社長に据えている。参入浅い創薬事業に資金が掛かり過ぎているため梨央を疎ましく思っていて、情報屋（正体が梨央の弟の優とは知らなく、優も梨央を守るために後藤を利用していただけだった）と共に梨央を調べている。
真田政信（さなだ まさのぶ）
演 - 奥野瑛太
「真田ビジネスサービス」社長。梨央の兄。達雄と梓が離婚時に梨央は達雄に預けられたが、政信は梓に預けられた。梨央から見たら、実の母親が違う優と違い、実の両親共に同じなので本来ならば優より近い関係だが、幼少期に離れ離れになったのと、梨央が真田家に来てからの折り合いの悪さが重なり、兄妹関係は梨央と優の姉弟関係より薄い。
児島彩夏（こじま あやか）
演 - 宮下かな子
「真田ウェルネス」秘書。
海野こずえ（うみの こずえ）
演 - 峯村リエ
「真田ウェルネス」創薬ラボ所長。

### 梨央の親族
朝宮達雄（あさみや たつお）
演 - 光石研
梨央と政信と優の父。梓と離婚後、梨央を連れ地元・岐阜に戻り、縁あって再婚。白山大学陸上部の男子寮の寮夫を務める。梓と婚姻時は婿養子だった。

朝宮秋子（あさみや あきこ）

達雄の再婚相手。優の実母。旧姓は長岡。物語開始時点ですでに故人。
長岡恵（ながおか めぐみ）
演 - 茅島成美
秋子の母。達雄亡き後、梨央を東京へと送り出し、優の世話をしていた。
2021年時点で故人。
朝宮優（あさみや ゆう） / 情報屋〈24〉
演 - 高橋文哉（幼少期：柊木陽太）
梨央と政信の異母弟。達雄が秋子と再婚した後に生まれた。梨央とは9歳離れている。梨央が目を離した隙に遊具から転落する事故に遭い、びまん性軸索損傷の後遺症によって、興奮すると記憶が欠落する障害を持っている。
9歳の時、梨央が康介に襲われている所を見つけ、康介を刺殺してしまう。記憶障害によりその事実を忘れていたが、15歳の時に事件当時の動画を偶然復元したことで自分が人を殺したことを知り、失踪する。その後は山梨の全寮制の高校で暮らしていた。梨央が上京した当初は朝宮家で恵と暮らしていたが、梨央が上京した翌年に真田家に引っ越し、失踪するまでは梨央、梓、政信と暮らしていた。また、失踪後の消息は自身の要望で梓と加瀬にだけ伝えられて、加瀬は高校卒業まで状況を見に来ていて、梨央には月に一度ハガキが送られて消息を伝える形になっていた。梓とは実の親子関係では無い為か、真田家に引っ越してから朝宮から真田に苗字が変わった梨央と違い、真田家に引っ越してからも朝宮の苗字のままである。

### 警視庁
桑田仁美（くわた ひとみ）
演 - 佐久間由衣
所轄・駒沢署の若手刑事。今回の連続殺人事件で初めて大輝とコンビを組む。あだ名は「桑子」。ハンドクリームや日焼け止めなどのボディケアアイテムを愛用し、大輝らにも無理やり分け与えたりする。
大輝の規則違反の件を上層部に報告したために大輝が所轄に異動になったことを後悔していて、刑事課長に昇進した山尾に大輝の本庁復帰を進言した。
曽根（そね）
演 - 中野剛
桑田の相棒刑事。
山尾敦（やまお あつし）
演 - 津田健次郎
警視庁捜査一課の係長（警部）。連続殺人事件を捜査するチームでの大輝の上司。後に刑事課長に昇進、桑子に進言されて大輝を本庁に復帰させた。

### 富山県警
藤井隼人（ふじい はやと）
演 - 岡山天音
富山県警捜査一課の刑事。元・白山大学陸上部員で大輝の一つ後輩。

### 白山大学の関係者
長嶋透（ながしま とおる）
演 - 金井成大
3年。陸上部員。
高城隆之介（たかぎ りゅうのすけ）
演 - 菅原健
3年。陸上部員。
青木菜奈（あおき なな）
演 - 水崎綾女
2年。陸上部マネージャー。
矢野進（やの すすむ）
演 - 渋江譲二
陸上部監督。
渡辺康介（わたなべ こうすけ）
演 - 朝井大智
大学院薬学部2年。長嶋と仲が良い。ある日突然、行方不明となってしまう。

### 事件に関わっていく人物
橘しおり（たちばな しおり）/ 松村栞（まつむら しおり）
演 - 田中みな実
本名:橘栞(旧姓:松村)
元大手新聞記者で現在はノンフィクションライター。真田ウェルネスの事を調べていた。
渡辺昭（わたなべ あきら）〈70〉
演 - 酒向芳
15年前に失踪した息子・康介を探し続けていた父親。妻と離婚後、男手一つで康介を育ててきた。

### その他
峰さん - ジジ・ぶぅ
森下貴史 - 谷田部俊
柳医師 - 螢雪次朗

## スタッフ
- 脚本 - 奥寺佐渡子[11]、清水友佳子[11]
- 音楽 - 横山克
- 製薬監修 - 金生竜明
- 警察監修 - 永野良治
- 医療監修 - 関谷武司（第一会 若葉クリニック）
- 法律監修 - 國松崇
- 方言指導 - かとう有花、今井香澄
- ハッキング指導 - 佐々木伸彦（ストーンビートセキュリティ株式会社）
- 法科学監修 - 法科学鑑定研究所
- 編成 - 中西真央、東仲恵吾
- プロデューサー - 新井順子[1]
- 演出 - 塚原あゆ子[11]、山本剛義、村尾嘉昭
- 主題歌 - 宇多田ヒカル「君に夢中」（エピックレコードジャパン）[12]
- 製作 - TBSスパークル、TBS

## 放送日程
| 放送回                                                                      | 放送日   | サブタイトル                                               | 脚本       | 演出       | 視聴率 |
| --------------------------------------------------------------------------- | -------- | ---------------------------------------------------------- | ---------- | ---------- | ------ |
| 第1話                                                                       | 10月15日 | 運命に翻弄された初恋… 15年前に封印した事件が再び動き始める | 奥寺佐渡子 | 塚原あゆ子 | 08.9%  |
| 第2話                                                                       | 10月22日 | 消された記憶が甦る…! 初恋の二人は刑事と容疑者…!?           | 奥寺佐渡子 | 塚原あゆ子 | 08.9%  |
| 第3話                                                                       | 10月29日 | 見えない敵の正体は…!? さらに浮かび上がる新事実!            | 奥寺佐渡子 | 山本剛義   | 08.6％ |
| 第4話                                                                       | 11月05日 | 動きはじめる禁断の恋! 殺人事件の証拠がついに出現!?         | 清水友佳子 | 山本剛義   | 08.0％ |
| 第5話                                                                       | 11月12日 | 9年ぶりの再会… そして15年前の夜何が起こったのか?           | 奥寺佐渡子 | 塚原あゆ子 | 07.9％ |
| 第6話                                                                       | 11月19日 | 弟は殺人犯? 新たな証言と急接近する危険人物の謎…!?          | 奥寺佐渡子 | 村尾嘉昭   | 08.1％ |
| 第7話                                                                       | 11月26日 | 新たな事件の幕開け! 離ればなれになった二人の想い…          | 清水友佳子 | 山本剛義   | 08.8％ |
| 第8話                                                                       | 12月03日 | 2つの不審死は繋がっている? 逃亡する男の目的とは…           | 奥寺佐渡子 | 塚原あゆ子 | 07.9％ |
| 第9話                                                                       | 12月10日 | 最終回目前! 拭い切れない疑惑…真犯人は最愛の人…?            | 清水友佳子 | 村尾嘉昭   | 09.0％ |
| 最終話                                                                      | 12月17日 | それぞれの最愛のために… すべての真実を知る者は!?           | 奥寺佐渡子 | 塚原あゆ子 | 10.9％ |
| 平均視聴率 8.7%（視聴率はビデオリサーチ調べ、関東地区・世帯・リアルタイム） |          |                                                            |            |            |        |

- 関東地区では、本作より6分拡大して22時 - 23時となるが、拡大された22時54分 - 23時は実質的には「番組ナビ」（ガイド枠）であるため、内容は拡大しない。
- 初回は22時 - 23時9分（関東地区は23時15分）の15分拡大放送。

## 受賞
- ギャラクシー賞
  - 2021年12月度月間賞[15][16]
  - 第59回（2021年度） テレビ部門 選奨[17]
- 第31回 2021 TVLIFE 年間ドラマ大賞[18]
  - 主演女優賞 - 吉高由里子
  - 新人賞 - 高橋文哉
- 第110回ザテレビジョンドラマアカデミー賞[19]
  - 最優秀作品賞
  - 主演女優賞 - 吉高由里子
  - 脚本賞 - 奥寺佐渡子、清水友佳子
  - 監督賞 - 塚原あゆ子、山本剛義、村尾嘉昭
- デジタル・コンテンツ・オブ・ジ・イヤー’21／第27回AMDアワード[20][21]
  - 大賞／総務大臣賞
- TVerアワード2021[22]
  - ドラマ部門大賞
- 第38回 ATP賞テレビグランプリ[23]
  - ドラマ部門 最優秀賞
- 2022年日本民間放送連盟賞
  - 番組部門 テレビドラマ 最優秀賞[24]
- 東京ドラマアウォード2022[25]
  - 作品賞 連続ドラマ部門グランプリ
  - 主演女優賞 - 吉高由里子
  - 演出賞 - 塚原あゆ子
- 2023年エランドール賞 新人賞[26]
  - 松下洸平

数々の受賞の他に、多数のメディアなどでも高評価やランキング上位を獲得した。